# Сейсмічність Атлантичного океану
Сейсмічність Атлантичного океану — характеризується підвищеною інтенсивністю.

## Загальна характеристика
У геологічній будові Атлантичного океану можна виділити декілька сейсмічних зон приурочених до різних тектонічних структур. Епіцентри дрібнофокусних землетрусів локалізуються в осьовій зоні вздовж гребіня хребта і на дільницях трансформних розломів. Землетруси також прив'язані до перехідної зони глибоководних жолобів, де відбувається субдукція однієї літосферної плити під іншу. Сила землетрусів в Атлантиці — 5-7 бальна. 

## Землетруси XXІ століття

### 2017
11 вересня, о 00:40:21 (за київським часом), Головним центром спеціального контролю ДКАУ в Атлантичному океані зафіксовано помірний (за шкалою інтенсивності МSK-64) землетрус магнітудою 5,9 балів (за шкалою Ріхтера). Епіцентр землетрусу знаходився в океані за 640 км на південний схід від острову Гренландія. 

### 2025
3 квітня, о 14:09:29 (за київським часом), Головним центром спеціального контролю ДКАУ в Атлантичному океані зафіксовано помірний (за шкалою інтенсивності МSK-64) землетрус магнітудою 5,9 балів (за шкалою Ріхтера). Епіцентр землетрусу знаходився в Північній частині океану, гіпоцентр землетрусу залягав на глибині 8 км.
28 червня, об 11:32:21 (за київським часом), Головним центром спеціального контролю ДКАУ в Атлантичному океані зафіксовано сильно помірний (за шкалою інтенсивності МSK-64) землетрус магнітудою 6,3 балів (за шкалою Ріхтера). Епіцентр землетрусу знаходився у морі Скоша. Гіпоцентр землетрусу залягав на глибині 11 км.